# Żeby z tobą być
Żeby z tobą być – trzeci singel z siódmego albumu studyjnego zespołu Strachy na Lachy wydany wiosną 2013. Piosenka ma formę wyliczanki miłosnej, co w stanie jest zrobić chłopak dla dziewczyny. To dziesiąty, ostatni, utwór na albumie !To!.
Teledysk opublikowano w serwisie YouTube około 24 maja 2013. Za realizację obrazu odpowiada kolektyw Guzik Owcy.

## Notowania
| Lista                             | Pozycja |
| --------------------------------- | ------- |
| NRD – Radio Eska Rock             | 1       |
| Lista Przebojów Radia Merkury     | 5       |
| Złota Trzydziestka Radio Koszalin | 2       |
| SLiP                              | 8       |
| UWUEMKA                           | 22      |